# Pisa Calcio 2000-2001
Questa pagina raccoglie i dati riguardanti il Pisa Calcio nelle competizioni ufficiali della stagione 2000-2001.

## Stagione
Dopo aver chiuso la stagione precedente al secondo posto in Serie C1, perdendo poi la semifinale play-off con il Brescello, il Pisa si presenta ai nastri di partenza della Serie C1 2000-2001 con il dichiarato obiettivo di salire in Serie B.
I presidenti Gerbi e Posarelli confermano in panchina Francesco D'Arrigo.
La stagione dei nerazzurri è però molto diversa rispetto alle ambizioni della vigilia e arrivano numerosi risultati alterni, che faranno navigare la squadra per tutta la stagione a metà classifica, anche a causa di un attacco sterile (che a fine anno con soli 26 gol risulterà il secondo peggiore di tutto il girone); una della poche soddisfazioni per i tifosi nerazzurri resterà la vittoria 1-0 ottenuta in febbraio in trasferta con la Lucchese. In marzo è già praticamente certa l'impossibilità di raggiungere i play-off. Il 25 marzo 2001 durante il derby interno con il Livorno una fetta della tifoseria inscena una protesta contro giocatori e società, con seggiolini delle tribune finiti in campo e poi scontri con la polizia fuori dallo stadio. Il tutto costerà la sconfitta a tavolino 0-2 con il Livorno e poi la squalifica del campo sino al termine del campionato.
Il Pisa si ritrova così a dover disputare tutte le ultime partite del campionato, a salvezza non ancora raggiunta, lontano dal pubblico amico.
Nelle gare successive la squadra continua l'andamento altalenante e conquisterà la salvezza matematica solo alla penultima giornata (dopo aver vinto 1-0 in trasferta con la Carrarese), chiudendo così la stagione all'11º posto.

## Rosa
| N. |                    | Ruolo | Calciatore              |
| -- | ------------------ | ----- | ----------------------- |
|    | Italia (bandiera)  | P     | Massimo Gazzoli         |
|    | Italia (bandiera)  | P     | Alessandro Testaferrata |
|    | Italia (bandiera)  | D     | Emiliano Niccolini      |
|    | Italia (bandiera)  | D     | Fabio Bonadei           |
|    | Italia (bandiera)  | D     | Gabriele Baraldi        |
|    | Italia (bandiera)  | D     | Ciro Capuano            |
|    | Italia (bandiera)  | D     | Gianluca Zattarin       |
|    | Italia (bandiera)  | C     | Roberto Balducci        |
|    | Italia (bandiera)  | C     | Igor Bertoncelli        |
|    | Italia (bandiera)  | C     | Ivan Del Prato          |
|    | Francia (bandiera) | C     | Mehdi Foudil            |
|    | Italia (bandiera)  | C     | Gianluca Sordo          |
|    | Italia (bandiera)  | C     | Pasquale Logarzo        |

| N. |                    | Ruolo | Calciatore                |
| -- | ------------------ | ----- | ------------------------- |
|    | Italia (bandiera)  | C     | Massimo Belluomini        |
|    | Italia (bandiera)  | C     | Emanuel Rovaris           |
|    | Italia (bandiera)  | C     | Alessandro Marzio         |
|    | Italia (bandiera)  | C     | Alfonso Greco             |
|    | Italia (bandiera)  | C     | Mario Massaro             |
|    | Italia (bandiera)  | A     | Domenico Costanzo         |
|    | Italia (bandiera)  | A     | Federico Balestri         |
|    | Italia (bandiera)  | A     | Mattia Mastrolilli        |
|    | Italia (bandiera)  | A     | Alessandro Frau           |
|    | Italia (bandiera)  | A     | Antonio Rizzolo           |
|    | Francia (bandiera) | A     | Najib Farssane            |
|    | Cile (bandiera)    | A     | José Luis Sánchez Moretti |

## Risultati

### Serie C1

#### Girone di andata
| 3 settembre 2000 1ª giornata | Pisa | 2 – 1 | Arezzo |  |

| 10 settembre 2000 2ª giornata | SPAL | 1 – 0 | Pisa |  |

| 17 settembre 2000 3ª giornata | Pisa | 1 – 1 | Cesena |  |

| 24 settembre 2000 4ª giornata | Spezia | 3 – 0 | Pisa |  |

| 1º ottobre 2000 5ª giornata | Pisa | 2 – 2 | Lumezzane |  |

| 8 ottobre 2000 6ª giornata | Pisa | 0 – 0 | Brescello |  |

| 15 novembre 2000 7ª giornata | Lecco | 0 – 0 | Pisa |  |

| 22 ottobre 2000 8ª giornata | Pisa | 2 – 1 | Lucchese |  |

| 29 ottobre 2000 9ª giornata | AlbinoLeffe | 0 – 0 | Pisa |  |

| 5 novembre 2000 10ª giornata | Pisa | 2 – 1 | Varese |  |

| 19 novembre 2000 11ª giornata | Livorno | 3 – 0 | Pisa |  |

| 26 novembre 2000 12ª giornata | Pisa | 2 – 0 | Alzano Virescit |  |

| 3 dicembre 2000 13ª giornata | Alessandria | 1 – 1 | Pisa |  |

| 10 dicembre 2000 14ª giornata | Modena | 0 – 1 | Pisa |  |

| 17 dicembre 2000 15ª giornata | Pisa | 0 – 3 | Carrarese |  |

| 23 dicembre 2000 16ª giornata | Reggiana | 1 – 2 | Pisa |  |

| 7 gennaio 2001 17ª giornata | Pisa | 1 – 1 | Como |  |

#### Girone di ritorno
| 14 gennaio 2001 18ª giornata | Arezzo | 2 – 0 | Pisa |  |

| 21 gennaio 2001 19ª giornata | Pisa | 0 – 2 | SPAL |  |

| 28 gennaio 2001 20ª giornata | Cesena | 2 – 0 | Pisa |  |

| 4 febbraio 2001 21ª giornata | Pisa | 2 – 0 | Spezia |  |

| 11 febbraio 2001 22ª giornata | Lumezzane | 2 – 0 | Pisa |  |

| 18 febbraio 2001 23ª giornata | Brescello | 0 – 2 | Pisa |  |

| 25 febbraio 2001 24ª giornata | Pisa | 0 – 0 | Lecco |  |

| 4 marzo 2001 25ª giornata | Lucchese | 0 – 1 | Pisa |  |

| 11 marzo 2001 26ª giornata | Pisa | 1 – 1 | AlbinoLeffe |  |

| 18 marzo 2001 27ª giornata | Varese | 1 – 0 | Pisa |  |

| 25 marzo 2001 28ª giornata | Pisa | 0 – 2 A tavolino. | Livorno |  |

| 8 aprile 2001 29ª giornata | Alzano Virescit | 0 – 0 | Pisa |  |

| 14 aprile 2001 30ª giornata | Pisa | 0 – 1 | Alessandria |  |

| 22 aprile 2001 31ª giornata | Pisa | 1 – 1 | Modena |  |

| 29 aprile 2001 32ª giornata | Carrarese | 0 – 1 | Pisa |  |

| 6 maggio 2001 33ª giornata | Pisa | 1 – 1 | Reggiana |  |

| 13 maggio 2001 34ª giornata | Como | 2 – 1 | Pisa |  |

### Coppa Italia

#### Fase a gironi
| Pisa 13 agosto 2000, ore 20:45 1ª giornata | Pisa           | 0 – 0 | Cosenza | Stadio Arena Garibaldi (4.500 spett.)\| Arbitro: \| Pieri (Genova) \| |
| Arbitro:                                   | Pieri (Genova) |       |         |                                                                       |

| Arbitro: | Ayroldi (Molfetta) |

|                                  |           |                |
| Baggio 39’ (rig.) Biancolino 87’ | Marcatori | 90+1’ Farssane |

| Arbitro: | Rossi (Ciampino) |

|                               |           |                           |
| Mastrolilli 28’ Del Prato 42’ | Marcatori | 43’ Carparelli 51’ Grieco |

### Coppa Italia Serie C

#### Fase ad eliminazione diretta
| Arbitro: | Liberti (Genova) |

|                 |           |  |
| Bertoncelli 19’ | Marcatori |  |

| Arbitro: | Evangelista (Avellino) |

|                         |           |                              |
| Zappella 1’ Florean 79’ | Marcatori | 4’ Costanzo 25’, 30’ Massaro |

| Prato 29 novembre 2000, ore 14:30 CET Ottavi di finale - andata | Prato               | 3 – 1 | Pisa | Stadio Lungobisenzio\| Arbitro: \| Lambertni (Bologna) \| |
| Arbitro:                                                        | Lambertni (Bologna) |       |      |                                                           |

| Pisa 13 dicembre 2000, ore 14:30 CET Ottavi di finale - ritorno | Pisa            | 2 – 2 | Prato | Stadio Romeo Anconetani\| Arbitro: \| Ioseffi (Siena) \| |
| Arbitro:                                                        | Ioseffi (Siena) |       |       |                                                          |

## Statistiche

### Statistiche di squadra
| Competizione         | Punti | In casa | In casa | In casa | In casa | In casa | In casa | In trasferta | In trasferta | In trasferta | In trasferta | In trasferta | In trasferta | Totale | Totale | Totale | Totale | Totale | Totale | DR  |
| Competizione         | Punti | G       | V       | N       | P       | Gf      | Gs      | G            | V            | N            | P            | Gf           | Gs           | G      | V      | N      | P      | Gf     | Gs     | DR  |
| -------------------- | ----- | ------- | ------- | ------- | ------- | ------- | ------- | ------------ | ------------ | ------------ | ------------ | ------------ | ------------ | ------ | ------ | ------ | ------ | ------ | ------ | --- |
| Serie C1             | 42    | 17      | 5       | 8       | 4       | 17      | 18      | 17           | 5            | 4            | 8            | 9            | 18           | 34     | 10     | 12     | 12     | 26     | 36     | -10 |
| Coppa Italia         | -     | 2       | 0       | 2       | 0       | 2       | 2       | 1            | 0            | 0            | 1            | 1            | 2            | 3      | 0      | 2      | 1      | 3      | 4      | -1  |
| Coppa Italia Serie C | -     | 2       | 1       | 1       | 0       | 3       | 2       | 2            | 1            | 0            | 1            | 4            | 5            | 4      | 2      | 1      | 1      | 7      | 7      | 0   |
| Totale               | -     | 21      | 6       | 11      | 4       | 22      | 22      | 20           | 6            | 4            | 10           | 14           | 25           | 41     | 12     | 15     | 14     | 36     | 47     | -11 |